# Kniażyna
Kniażyna (biał. Княжына; ros. Княжино) – wieś na Białorusi, w obwodzie witebskim, w rejonie brasławskim, w sielsowiecie Słobódka.
W Skorowidzu z 1923 figuruje jako Kniażyn.

## Historia
W czasach zaborów wieś w gminie Brasław, w powiecie nowoaleksandrowskim, w guberni wileńskiej Imperium Rosyjskiego.
W dwudziestoleciu międzywojennym wieś a następnie kolonia leżała w Polsce, w województwie nowogródzkim (od 1926 w województwie wileńskim) powiecie brasławskim, w gminie Brasław.
Według Powszechnego Spisu Ludności z 1921 roku zamieszkiwało wieś 75 osób, 36 było wyznania rzymskokatolickiego a 35 prawosławnego. Jednocześnie 36 mieszkańców zadeklarowało polską przynależność narodową a 35 białoruską. Było tu 11 budynków mieszkalnych. W 1931 w 11 domach zamieszkiwało 65 osób.
Miejscowość należała do parafii rzymskokatolickiej w Brasławiu. Podlegała pod Sąd Grodzki w Brasławiu i Okręgowy w Wilnie; właściwy urząd pocztowy mieścił się w Brasławiu.